# Rudolf Svensson
Johan Rudolf Svensson (Gudhem, 27 marzo 1899 – Stoccolma, 4 dicembre 1978) è stato un lottatore svedese, specializzato sia nella lotta libera che nella lotta greco-romana.

## Palmarès
- Giochi olimpici

Parigi 1924: argento nella lotta libera pesi medio-massimi, argento nella lotta greco-romana pesi medio-massimi.
Amsterdam 1928: oro nella lotta greco-romana pesi massimi.
Los Angeles 1932: oro nella lotta greco-romana pesi medio-massimi.
- Mondiali

Helsinki 1921: argento nella lotta greco-romana pesi medio-massimi.
Stoccolma 1922: argento nella lotta greco-romana pesi medio-massimi.